# 1501

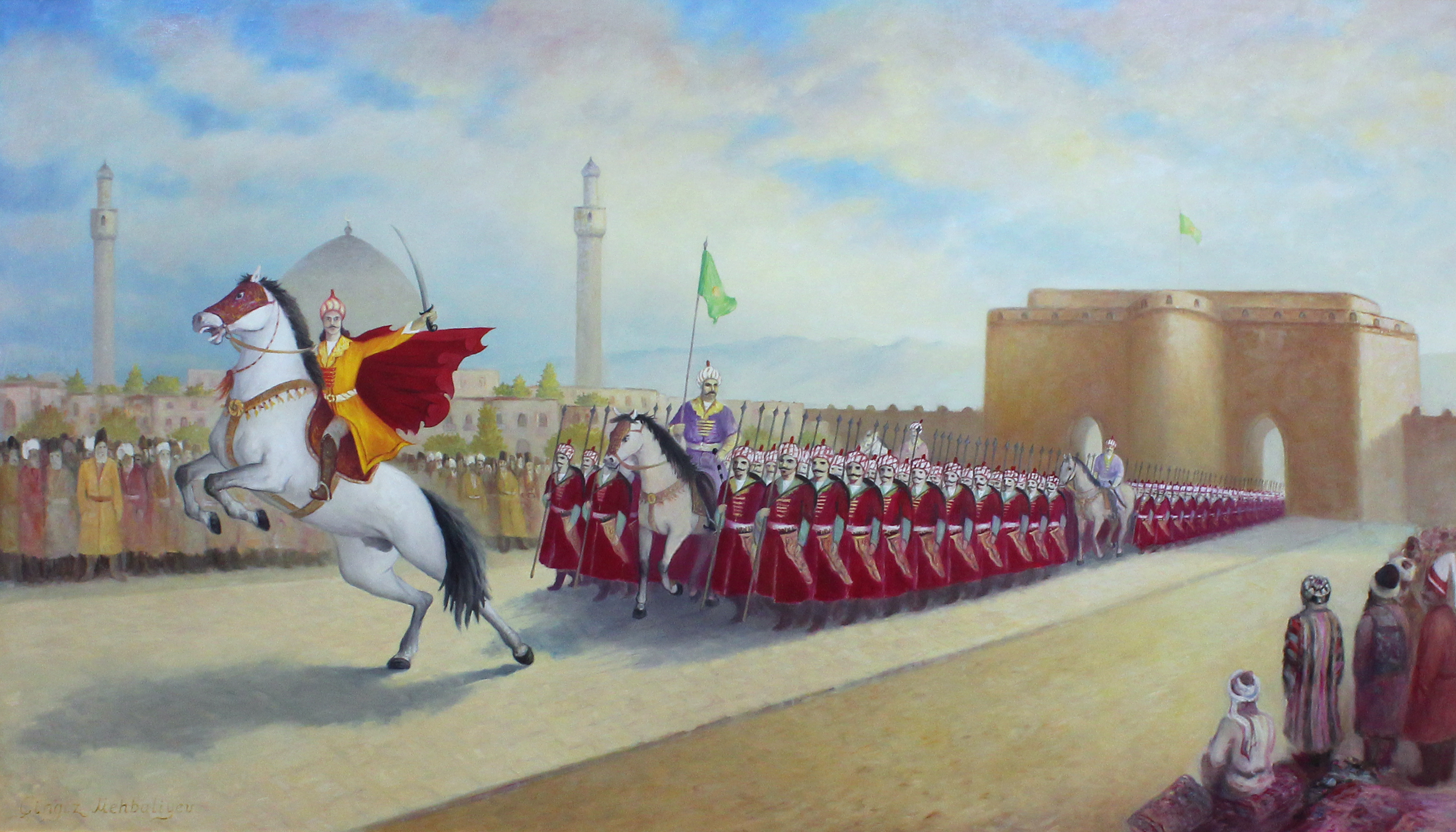
Ismail I trekt Tabriz binnen en roept zich uit tot shah

Het jaar 1501 is het 1e jaar in de 16e eeuw volgens de christelijke jaartelling.

## Gebeurtenissen
- 16 januari - Pedro Álvares Cabral vertrekt vanuit India terug naar Portugal.
- 1 maart - Frans van Tassis wordt aangesteld tot postmeester van de Nederlanden.
- 15 augustus - De Donau bij Melk bereikt een recordhoge waterstand van 4 meter boven normaal. Ook in het stroomgebied van de Moldau vinden deze maand verwoestende overstromingen plaats.
- 13 oktober - Verdrag van Trente: Maximiliaan van Oostenrijk erkent de Franse veroveringen in Noord-Italië.
- 4 november - De hertog van Bourgondië Filips de Schone en zijn gemalin Johanna van Castilië vertrekken naar Spanje. In de 17 Nederlanden zal Engelbrecht II van Nassau als landvoogd het bestuur waarnemen.
- 14 november - De Engelse troonopvolger Arthur Tudor huwt met de Spaanse prinses Catharina van Aragon.
- 28 november - Huwelijk van Filibert II van Savoye en Margaretha van Oostenrijk.
- Ismail I verovert Tabriz, laat zich tot shah uitroepen en sticht de dynastie van de Safawiden.
- Lodewijk XII van Frankrijk en Ferdinand II van Aragon veroveren gezamenlijk het koninkrijk Napels.
- De Ottomaanse sultan Bayezid II verovert Morea.
- Bazel en Schaffhausen sluiten zich aan bij het Zwitsers Eedgenootschap.
- Ottomaanse inval op de Balearen.
- Gonçalo Coelho, met onder meer Amerigo Vespucci, vertrekt op een ontdekkingsreis langs de kust van Brazilië.
- Rodrigo de Bastidas keert terug van een reis waarop hij de noordkust van Zuid-Amerika verkent.
- De Portugezen ontdekken Madagaskar.
- De Spaanse vorsten keuren het sturen van enige zwarte slaven die nog uit de Moorse tijd in Spanje aanwezig zijn naar Amerika goed. Dit is het begin van de zwarte slavernij in de Nieuwe Wereld.
- João da Nova ontdekt Ascension.

## Kunst

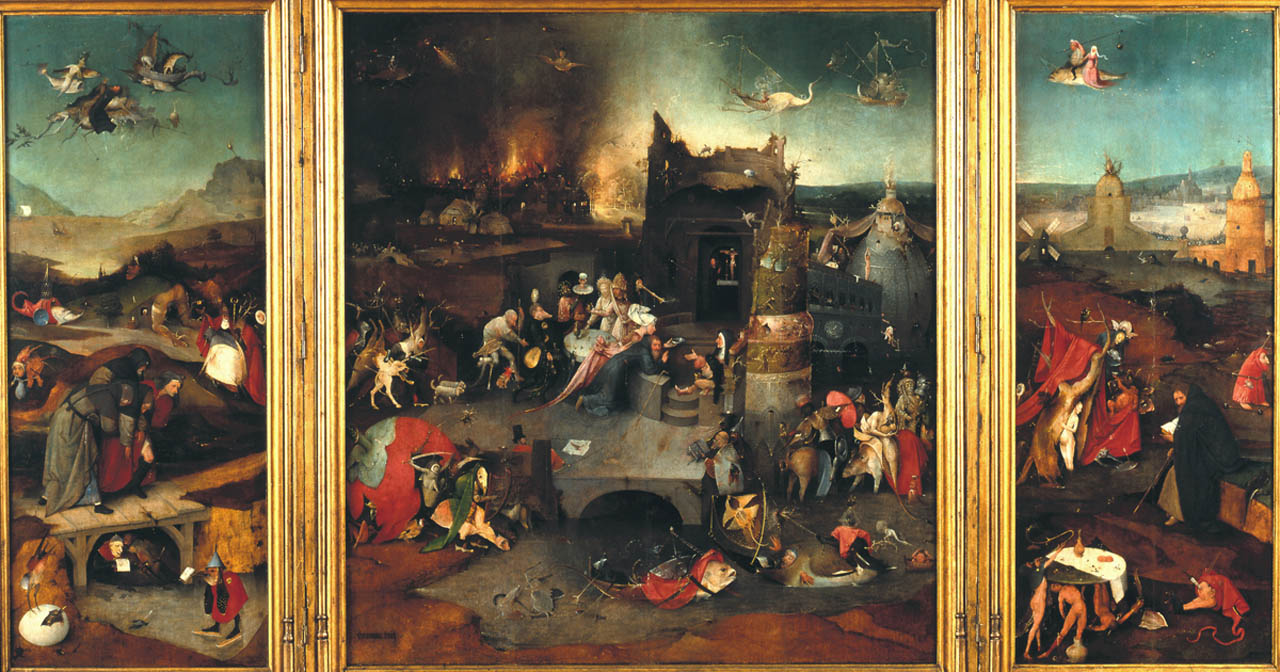
Hiëronymus Bosch: Antonius-drieluik
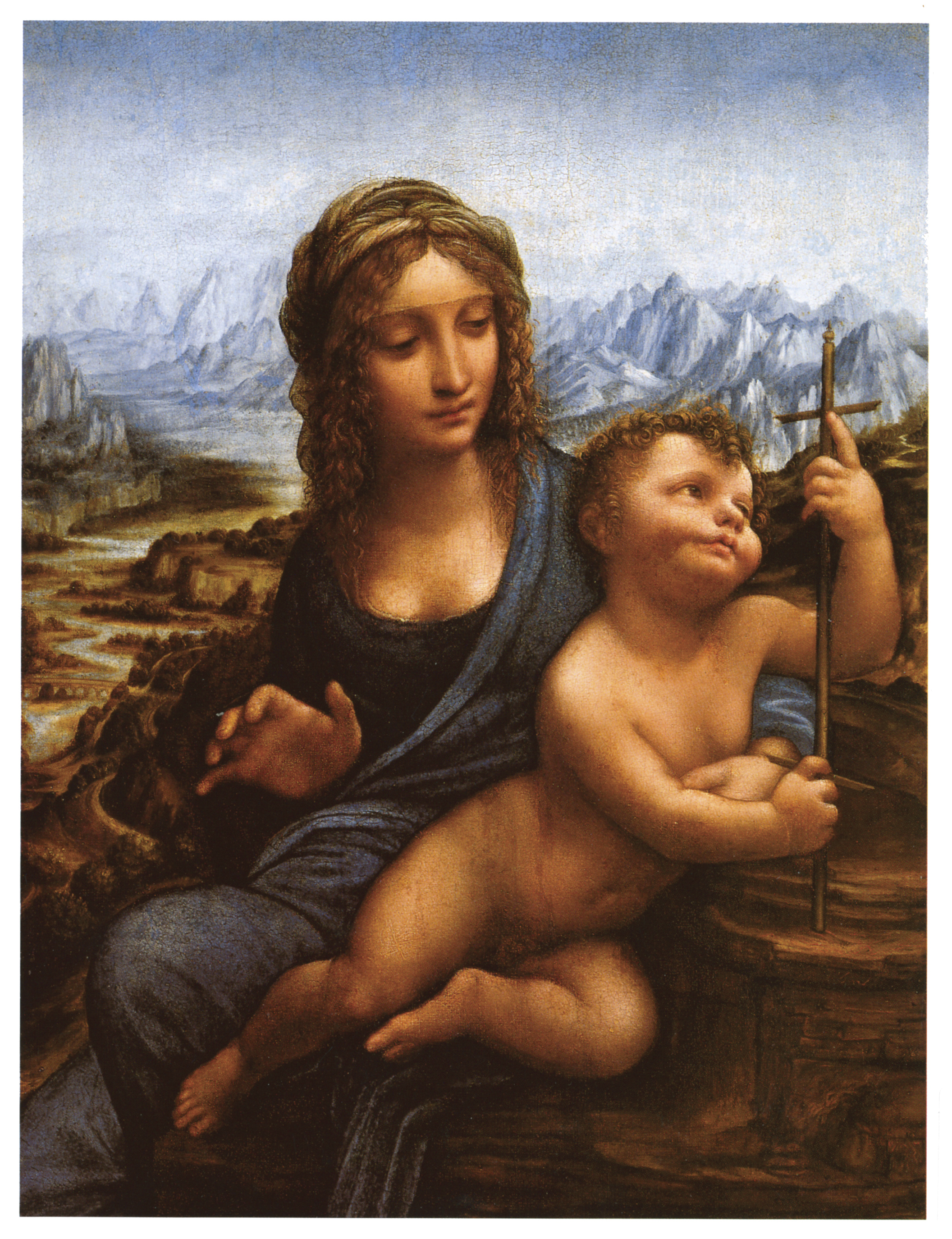
Leonardo da Vinci en atelier: Madonna met spoel
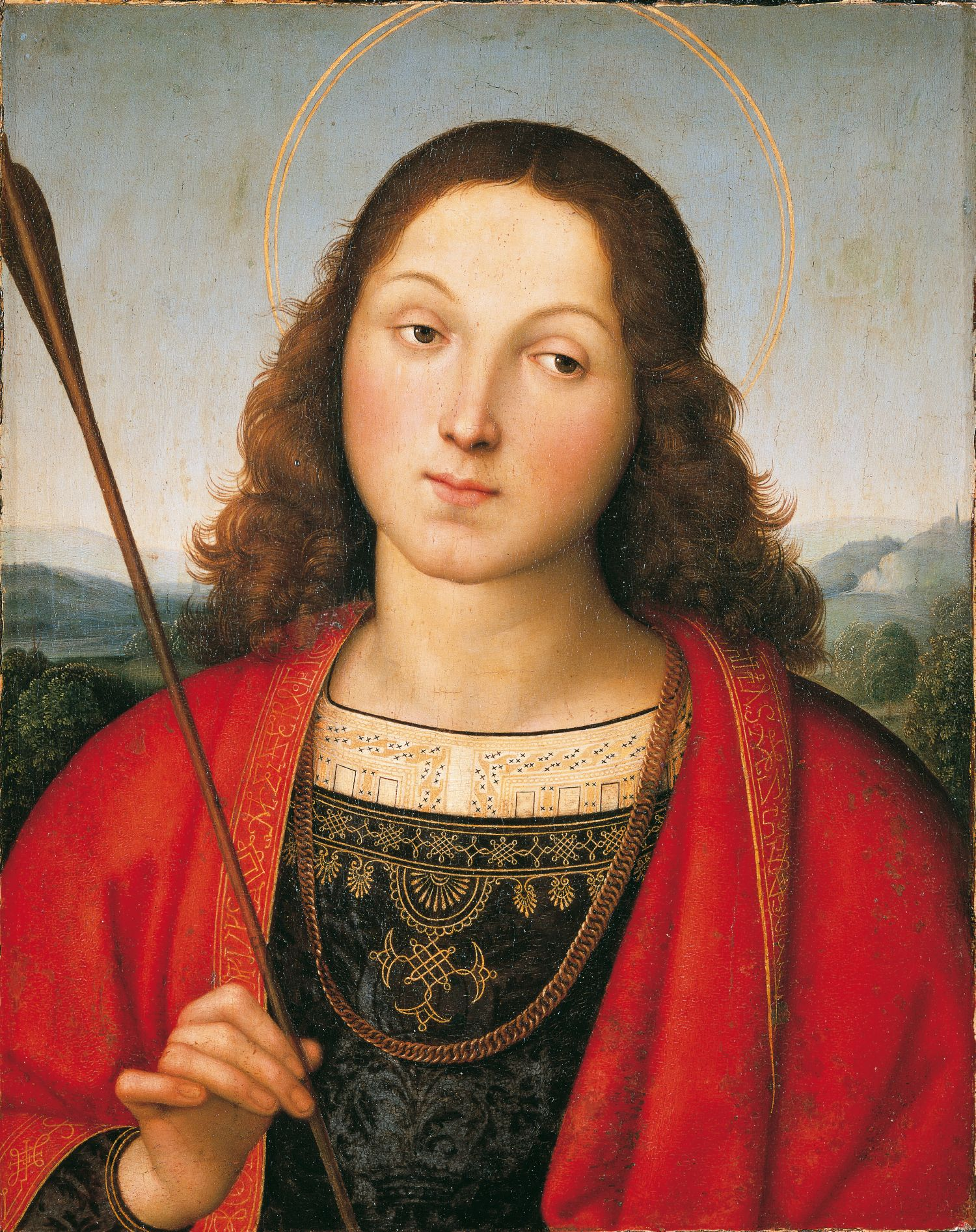
Rafaël: De Heilige Sebastiaan
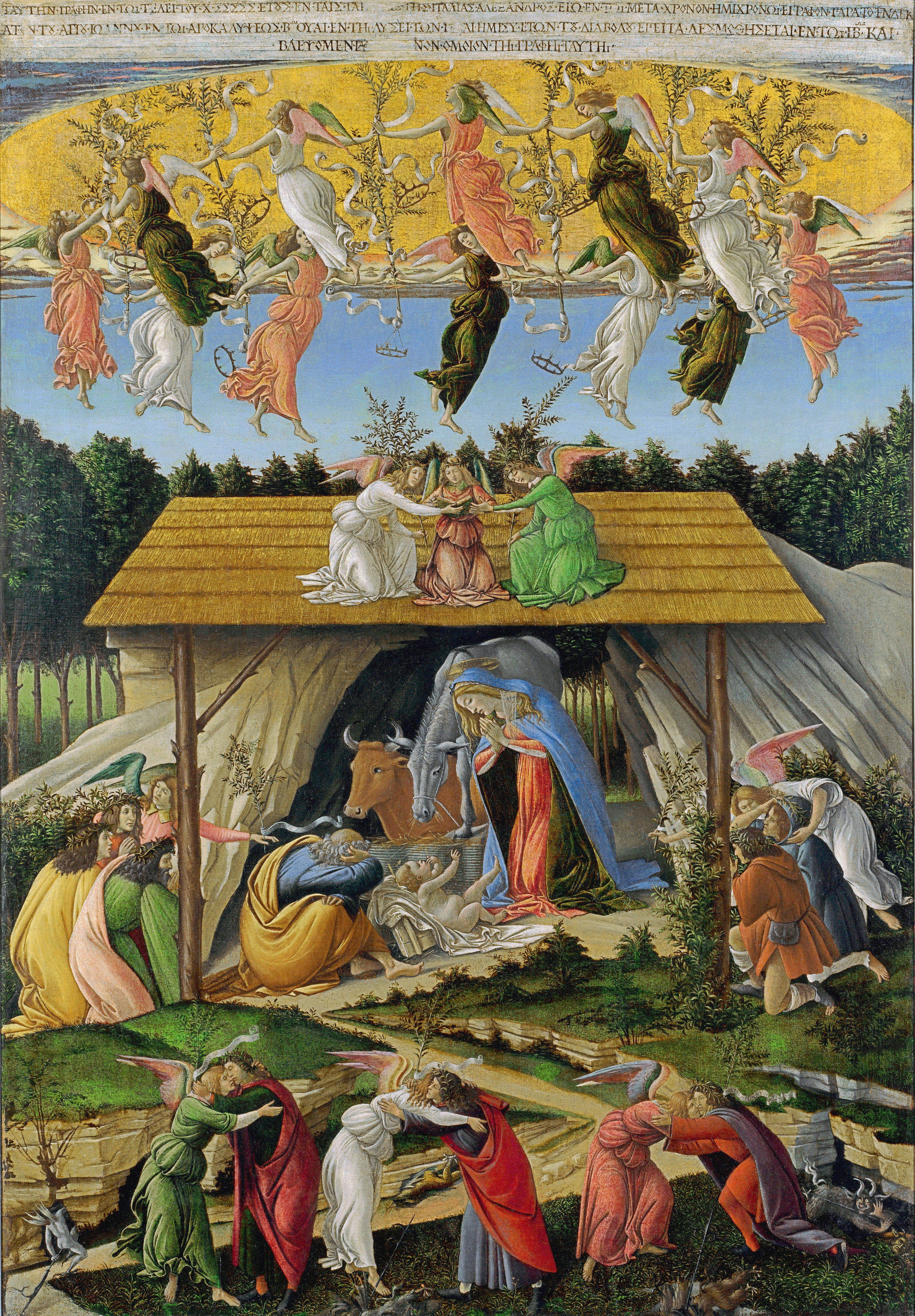
Sandro Botticelli: De mystieke geboorte
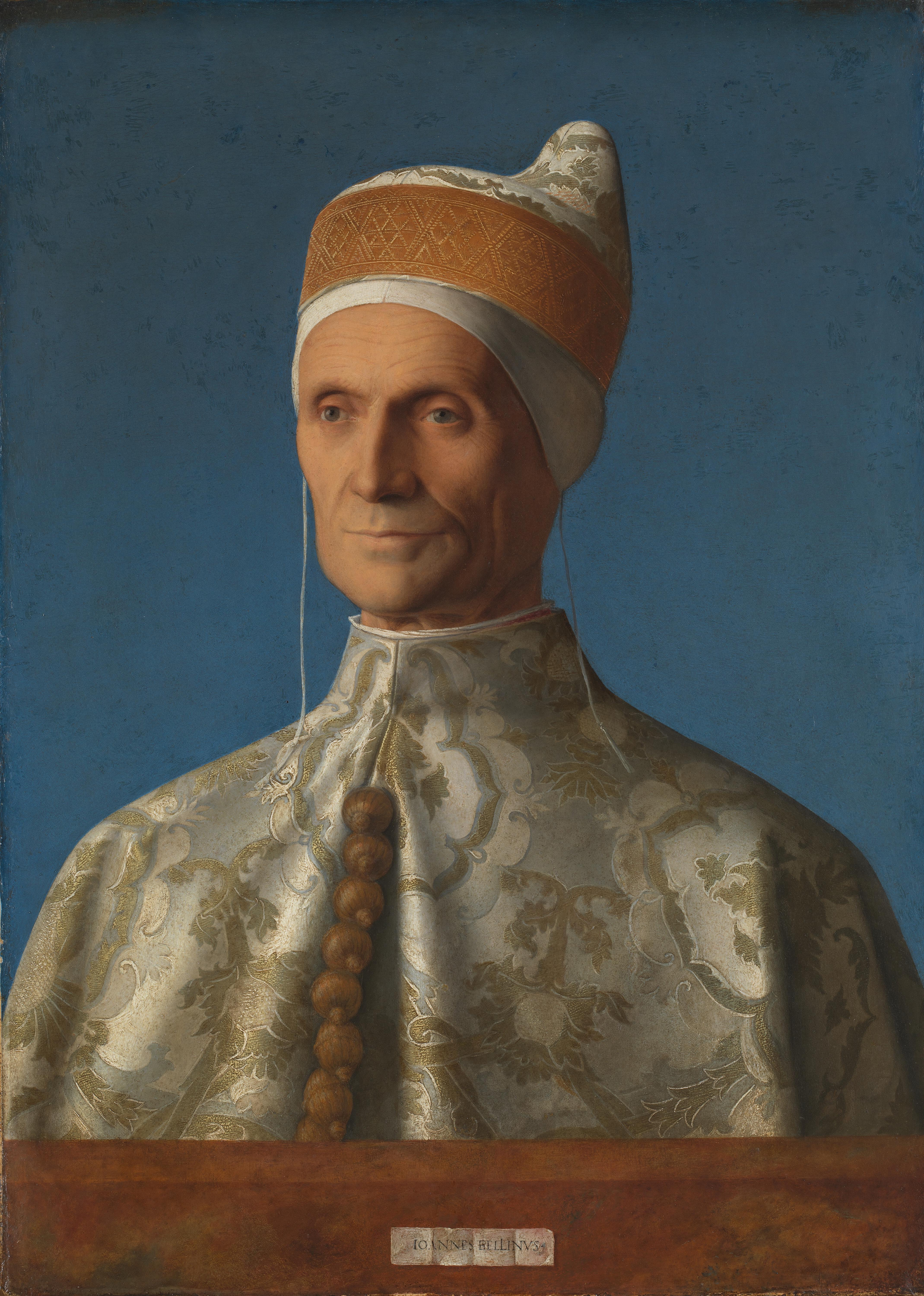
Giovanni Bellini: Portret van doge Leonardo Loredano

## Opvolging
- Auvergne - Jan IV opgevolgd door zijn dochter Anna de la Tour
- Dominicanen (magister-generaal) - Vincenzo Bandello als opvolger van Gioacchino Torriani
- Mamelukken (Egypte) - Ganblat opgevolgd door Adel Tumanbay I, op zijn beurt opgevolgd door Ashraf Qansuh Ghori
- Napels - Frederik I opgevolgd door Lodewijk XII van Frankrijk
- Polen - Jan I Albrecht opgevolgd door zijn broer Alexander van Litouwen
- Venetië - Agostino Barbarigo opgevolgd door Leonardo Loredano
- Zweden - Johan van Denemarken opgevolgd door Sten Sture de Oudere (als regent)

## Afbeeldingen

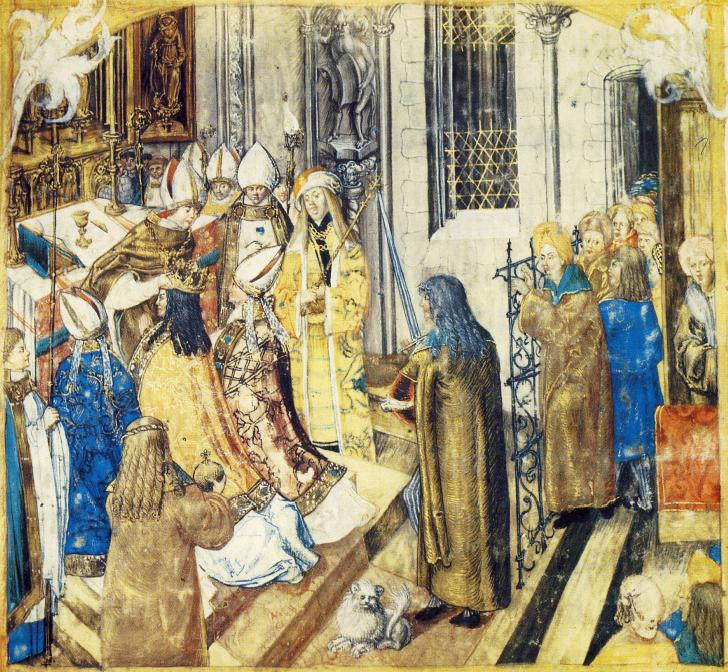
Alexander tot koning van Polen gekroond
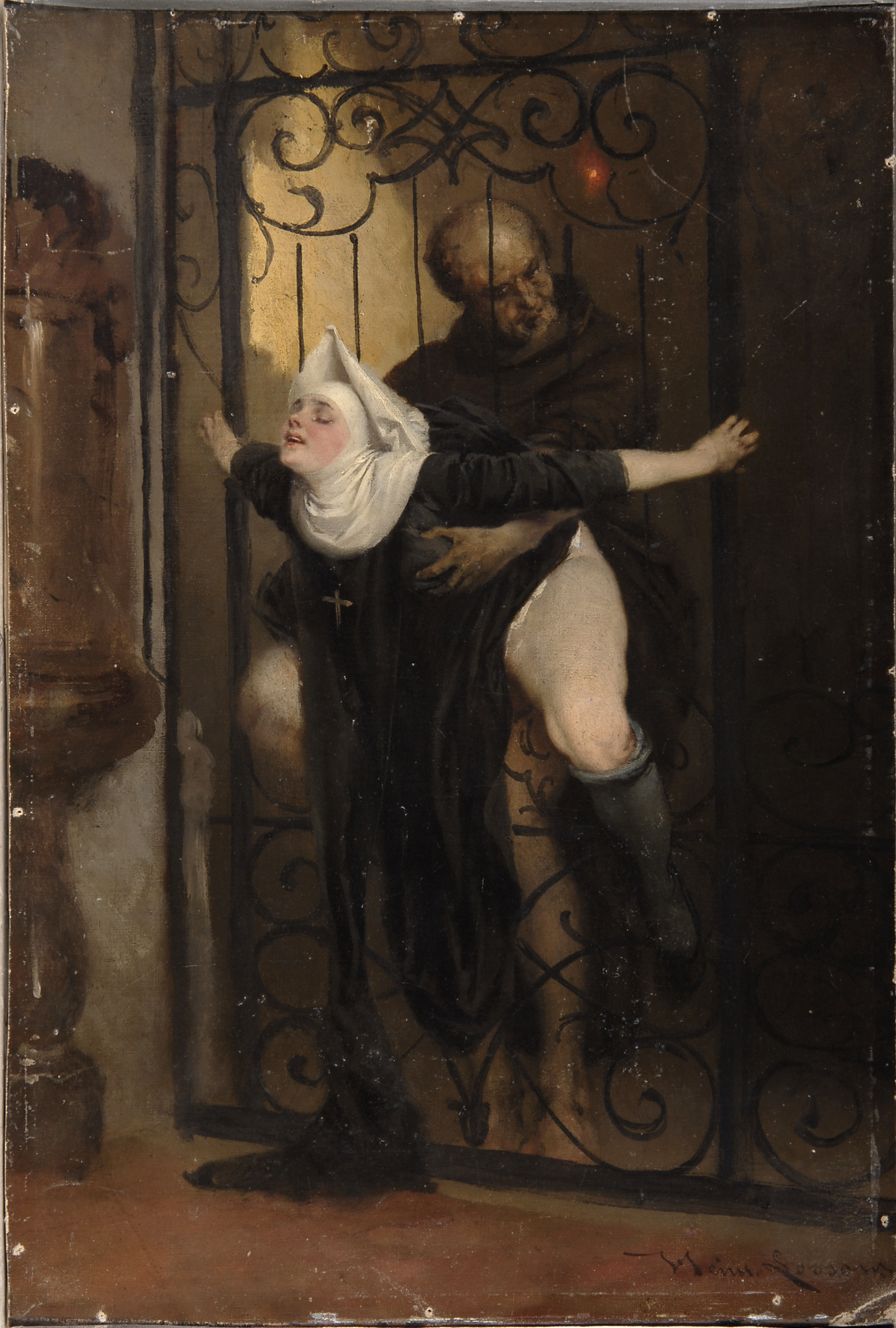
Kastanjebanket, orgie gehouden in het Vaticaan
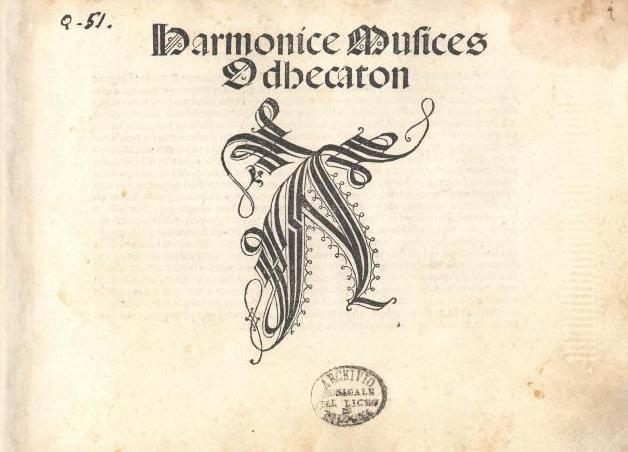
Harmonice Musices Odhecaton, titelblad

## Geboren
- 17 januari - Leonhart Fuchs, Duits botanicus
- 24 februari - Claude d'Urfé, Frans diplomaat
- 6 mei - Marcellus II, paus (1555)
- 17 mei - Stanislaus van Mazovië, Pools edelman
- 3 juli - Perino del Vaga, Italiaans schilder
- 18 juli - Isabella van Habsburg, echtgenote van Christiaan II van Denemarken
- 24 september - Girolamo Cardano, Italiaans geleerde
- 1 oktober - Wolfgang van Stolberg-Stolberg, Duits edelman
- 14 november - Anna van Oldenburg, Duits edelvrouw
- 2 december - Barnim IX, hertog van Pommeren
- 18 december - Cornelius Scepperus, Zuid-Nederlands diplomaat en staatsman
- Arent van der Mijle, Nederlands politicus
- Murakami Yoshikiyo, Japans daimyo
- Ngawang Chödrag, Tibetaans geestelijk leider
- Adriaan van Renesse van Wulven, Nederlands geestelijke
- Tada Mitsuyori, Japans samoerai
- Koenraad van Tecklenburg, Duits edelman
- Pieter Titelmans, Zuid-Nederlands inquisiteur
- Yamamoto Kansuke, Japans samoerai
- David Joris, Zuid-Nederlands wederdoperleider (jaartal bij benadering)
- Anna Boleyn, echtgenote van Hendrik VIII (vermoedelijke datum bij benadering)

## Overleden
- 25 januari - Margaretha van Beieren (44), echtgenote van Filips van de Palts
- 1 februari - Sigismund van Beieren (61), hertog van Beieren-München
- 28 maart - Jan IV van Auvergne (~33), Frans edelman
- 6 april - Elisabeth van Württemberg (50), Duits edelvrouw
- 1 mei - Gerard van den Daele, Zuid-Nederlands politicus
- 22 mei - Robert Gaguin (~67), Frans humanist
- 17 juni - Jan I Albrecht (41), koning van Polen (1492-1501)
- 5 juli - Cimburga van Baden (51), Duits edelvrouw
- 20 september - Agostino Barbarigo (~81), doge van Venetië
- 20 september - Thomas Grey (~46), Engels edelman
- 21 september - Jacques du Clercq (~810, Bourgondisch geschiedschrijver
- 28 september - Jean Cordier, Zuid-Nederlands zanger
- 19 oktober - Amalia van Saksen (66), Duits edelvrouw
- 29 november - Francesco di Giorgio Martini (62), Siennees kunstenaar
- Guillaume Caoursin (~71), Zuid-Nederlands geschiedschrijver
- Herpert van Foreest, Nederlands bestuurder
- Jan van Foreest, Nederlands slotvoogd
- Hemu, Afghaans legerleider en heerser
- Mesih Pasja, Ottomaans staatsman
- Willem Moreel (~73), Zuid-Nederlands bankier en politicus
- Tommaso Portinari (~69), Florentijns bankier
- Margaretha van Thüringen (~52), Duits edelvrouw